# Centre scolaire de Berlaymont
Pour les articles homonymes, voir Berlaymont.
Le centre scolaire de Berlaymont est situé dans le domaine d'Argenteuil à Waterloo, en Belgique (Brabant wallon). Il est composé d'une école primaire, d'un lycée et d'un internat ouverts aux filles et garçons. L'internat est également ouvert aux élèves d'autres écoles.
Le Berlaymont n'est plus aujourd'hui une école privée comme ce fut le cas jadis, mais une école libre subventionnée catholique qui accueille environ 480 écoliers dans l'enseignement primaire et environ 950 dans l'enseignement secondaire. Sa gestion, auparavant assurée par les religieuses, est maintenant entre les mains d'une ASBL scolaire.

## Historique de sa fondation
Le monastère de Berlaymont fut fondé au XVIIe siècle (1625) par la comtesse Marguerite de Lalaing, épouse du comte Florent de Berlaymont, avec l'aide de madame Marie de Duras, première religieuse. À l'origine, l'établissement scolaire était uniquement ouvert aux jeunes filles. En effet, l'époque accordant davantage d'intérêt à l'instruction des jeunes garçons, la comtesse œuvra spécifiquement pour l'éducation de la gent féminine.
En 1624, le couvent des Dames de Berlaymont fut établi en plein cœur de Bruxelles sur les terres de la comtesse jusqu'à sa destruction pendant la Révolution française. Les sœurs, l'établissement scolaire ainsi que le pensionnat s'installèrent alors près de la Montagne de la Cour, puis en 1808, dans le quartier des Minimes et de la rue aux Laines. En 1864, la construction du palais de justice contraint à un nouveau déménagement vers la rue de la Loi, mais à la fin des années 1950, l'État se porta acquéreur du terrain pour y installer les Communautés européennes. Le nouveau monastère fut, après expropriation de l'ancien construit dans le Brabant wallon, à Waterloo. En 1961, la princesse Marie-Christine de Belgique pose la première pierre du « nouveau Berlaymont » dans le domaine d'Argenteuil à Waterloo.